# Muiderberg
Muiderberg (52° 20′ N, 5° 07′ L) é uma cidade dos Países Baixos, na província de Holanda do Norte. Muiderberg pertence ao município de Muiden, e está situada a 6 km, a norte de Bussum.
Em 2001, a cidade de Muiderberg tinha 3095 habitantes. A área urbana da cidade é de 0.61 km², e tem 1199 residências. 
A área de Muiderberg, que também inclui as partes periféricas da cidade, bem como a zona rural circundante, tem uma população estimada em 3140 habitantes.